# Carl Jacob Munck
Carl Jacob Munck af Fulkila, född 17 mars 1808 i Somero, Egentliga Finland, död 23 juni 1882 i Lund, Malmöhus län, var en finländsk-svensk riksdagsman, posttjänsteman och militär. Han var far till generalen Bror Munck och prinsessan Ebba Bernadotte samt morfar till Carl Bernadotte af Wisborg, Elsa Cedergren och Folke Bernadotte.

## Biografi
Carl Jacob Munck af Fulkila blev student i Åbo 1822. 1824 blev han fanjunkare i Södermanlands regemente (I 10), 1826 fänrik och 1833 löjtnant där. År 1828 blev Munck officer i Generalstaben och sedermera i Jönköpings regemente (I 12). Han befordrades till kapten 1842, major 1847 och överstelöjtnant 1850. År 1857 utnämndes Munck till chef och överste för I 12 vilket han var fram till sitt avsked ur krigstjänsten tio år senare. Efter det militära tjänstgjorde han som postinspektor i Jönköping fram till 1874.
Munck af Fulkila bevistade samtliga ståndsriksdagarna från 1840–1841 till den allra sista 1865–1866 för Ridderskapet och adeln, totalt nio stycken.

## Familj
Carl Jacob Munck af Fulkila tillhörde den finsk-svenska adliga ätten Munck af Fulkila nr 130. Han var den yngsta av 14 barn till överstelöjtnant Carl Johan Munck af Fulkila och hans andra maka Lovisa Albertina de Pont. Han gifte sig den 7 november 1849 i Stockholm med Ebba Vilhelmina Matilda Skogman, dotter av presidenten, friherre Carl David Skogman och Ulrika Scharp; från vilken han blev änkling 1852. Han gifte om sig den 12 februari 1855 i Karlskrona stadsförsamling med friherrinnan Henrika Ulrika Antoinetta Carolina Cederström, dotter av statsrådet och generallöjtnanten, friherre Bror Cederström och grevinnan Christina Hilda Wachtmeister af Johannishus.

### Barn
- Kapten Carl Munck af Fulkila (1852–1902).
- Generallöjtnant Bror Munck af Fulkila (1857–1935), gift med friherrinnan Ebba De Geer af Leufsta (1863–1947).
- Prinsessan Ebba Bernadotte, grevinna af Wisborg (1858–1946), gift med prins Oscar Bernadotte, greve af Wisborg (1859–1953).

## Utmärkelser
- Kommendör av Kungl. Svärdsorden, 3 maj 1865.[1]
- Riddare av Kungl. Svärdsorden, 27 november 1848.[1]
- Riddare av danska Dannebrogorden, 5 september 1848.[1]